# Al alimón
Al alimón est une série de 12 œuvres réalisées par Pierre Alechinsky et  le peintre mexicain Alberto Gironella sur le thème de la corrida. Cette série a été exposée au Musée du Prado de Madrid en 1983, puis à Arles au musée Réattu en 2006.

## Contexte
Le titre de cette série est tiré d'un terme de tauromachie : alimón (on dit aussi al alimón ou à la limón, ou encore entre deux) signifie que deux toreros tiennent la même cape par une extrémité, et que le taureau est mis en suerte par un troisième. Cette  passe de cape n'a aucune valeur taurine, elle est simplement le signe d'une bonne entente entre deux matadors. 
La série des 12 œuvres est également le signe d'une bonne entente entre Gironella (aficionado passionné) et Alechinsky (ignorant tout de la corrida).
Les 12 tableaux ont été peints dans l'atelier de Gironella à Mexico. Ces œuvres ont partiellement été réutilisées pour l'exposition 60 ans d'affiches en 2008 à Arles des images extraites de leur travail collectif : Al Alimon, présenté à Madrid en 1983 et Arles 2006.

## Description
La partie centrale de chaque œuvre, réalisée par Gironella, est toujours une scène avec taureau et matador. Pierre Alechinsky entoure le tableau de ses « décorations » en forme de bandes dessinées, petits signes inscrits dans des carrés, certaines fois lisibles (éventail, arène, taureau) d'autre fois indéchiffrables.
« Alechinsky et Gironella sont si opposés qu'ils se sont incorporés pleinement. Le résultat est une fusion particulière qui ne se reproduira pas. Taureaux vus du dehors, et du dedans, d'en haut et d'en bas (…). »